# Tephritis recurrens
Tephritis recurrens är en tvåvingeart som beskrevs av Friedrich Hermann Loew 1869. Tephritis recurrens ingår i släktet Tephritis och familjen borrflugor. Inga underarter finns listade i Catalogue of Life.